# 井上謙治
井上 謙治（いのうえ けんじ、1929年2月15日 - ）は、日本のアメリカ文学者、翻訳家。
明治大学・桜美林大学名誉教授。
東京生まれ。1951年東京大学英文科卒業、53年同大学院旧制満期修了。54年専修大学商経学部専任講師、59年オバーリン大学に学ぶ。61年助教授、63年明治大学工学部助教授、68年理工学部教授、95年定年となり名誉教授、桜美林大学教授、99年退任。ジョン・アップダイクの「ウサギ」シリーズを全訳した。

## 著書
- 『アメリカ読書ノート』（南雲堂） 1991.2
- 『アメリカ読書雑記』（南雲堂） 1993.1
- 『アメリカ小説入門』（研究社出版、英語・英米文学入門シリーズ） 1995.10
- 『アメリカ文学概観』（南雲堂） 2004.9

## 共編訳
- 『サリンジャーの世界』（渥美昭夫共編、荒地出版社） 1969
- 『社会的批評』（国重純二共訳、研究社出版、アメリカ古典文庫20） 1975
- 『アメリカ文学史入門』（創元社） 1979.8
- 『アメリカ地名辞典』（藤井基精共編、研究社出版） 2001.5

## 翻訳
- 『野性の棕櫚』（フォークナー、冨山房、フォークナー全集14） 1968
- 『ブラック・ミュージック』（リロイ・ジョーンズ、木島始共訳、晶文社） 1969
- 『絶望からの文学』（ハワード・M・ハーパー、渥美昭夫共訳、荒地出版社） 1969.7
- 『行動と逆行動』（ノーマン・ポドーレツ、百瀬文雄共訳、荒地出版社） 1970
- 『大工よ、屋根の梁を高く上げよ シーモア-序章-』（J・D・サリンジャー、野崎孝共訳、河出書房新社） 1970、のち新潮文庫 1980、のち改版 2004
- 『終りを待ちながら』（レスリー・A・フィードラー、徳永暢三共訳、新潮社、アメリカ文学の原型2） 1972
- 『沈黙の文学 ヘンリー・ミラーとサミュエル・ベケット』（イーハブ・ハッサン、近藤耕人共訳、研究社出版） 1973
- 『奴隷』【改訳決定版】（アイザック・シンガー、 河出書房新社、エトランジェの文学） 1975
- 『レンブラントの帽子』（バーナード・マラマッド、小島信夫、浜本武雄共訳、集英社） 1975。夏葉社、2010
- 『34歳のミリアム』（アラン・レルチャック、集英社、現代の世界文学） 1977.10
- 『武器よさらば』（ヘミングウェイ、学習研究社、世界文学全集） 1978.3
- 『野性の呼び声 / アーニータ』（ジャック・ロンドン / ドライザー、講談社、世界文学全集87） 1979.6
- 『フィッツジェラルド短編集』全3巻（フィッツジェラルド、渥美昭夫共編訳、荒地出版社） 1981
- 『アメリカ・西部 / 中西部』（リタ・スタイン、英宝社、英米文学史跡の旅） 1982.5
- 『勝者には何もやるな』（ヘミングウェイ、荒地出版社） 1982.10
- 『スタインベック作品論 2』（テツマロ・ハヤシ編、監訳、英宝社） 1982.10
- 『ユダヤ人の兄弟 アイザック・B・シンガーとその兄』（クライヴ・シンクレア、晶文社） 1986.10
- 『死の同心円』（ジャック・ロンドン、国書刊行会、バベルの図書館） 1988.5、新編2012
- 『キャナリー・ロウ 缶詰横丁』（スタインベック、福武文庫） 1989.5
- 『山男にみる生き方の研究 あるクライマーの肖像』（アル・アルヴァレズ、新潮社） 1990.1
- 『汚名 アルジャー・ヒス回想録』（アルジャー・ヒス、晶文社） 1993.7
- 『忘れられた村』（スタインベック、大阪教育図書、スタインベック全集7） 1999.3
- 『ジョン・スタインベック事典』（ブライアン・レイルズバック,マイケル・J・マイヤー編、雄松堂出版、アメリカ文学ライブラリー） 2009.10

### ジョン・アップダイク
- 『帰ってきたウサギ』（ジョン・アップダイク、新潮社） 1973
- 『日曜日だけの一カ月』（ジョン・アップダイク、新潮社、新潮・現代世界の文学） 1988.9
- 『金持になったウサギ』（ジョン・アップダイク、新潮社、新潮・現代世界の文学） 1992.12
- 『さようならウサギ』（J・アップダイク 新潮社、新潮社、新潮・現代世界の文学） 1997.9
- 『ラビット・アングストローム』（ジョン・アップダイク、新潮社） 1999.7